# Swift Current (Saskatchewan)
Swift Current is een kleine stad (city) in de Canadese provincie Saskatchewan. De stad telt 15.048 inwoners (2009).

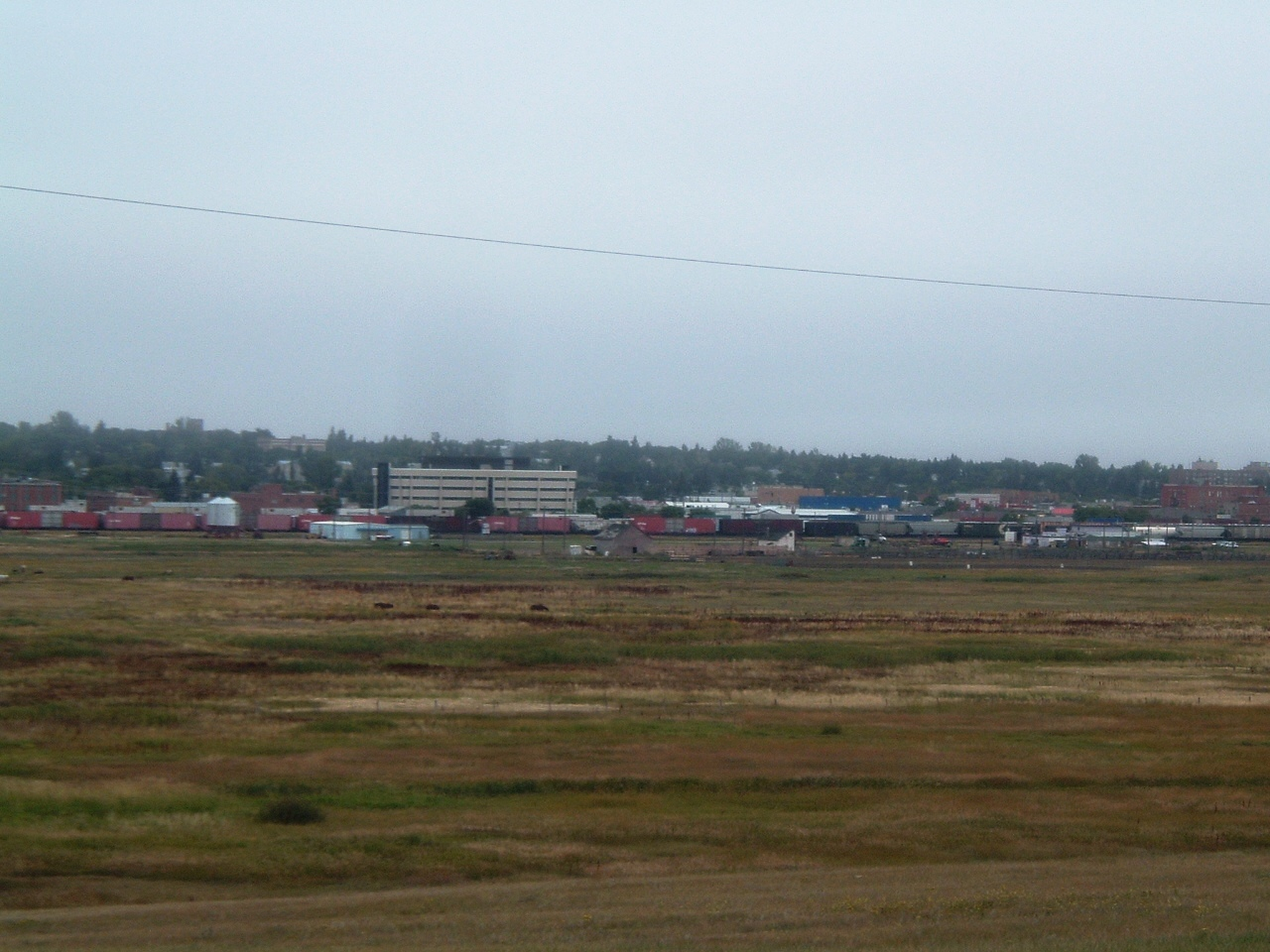
Swift Current
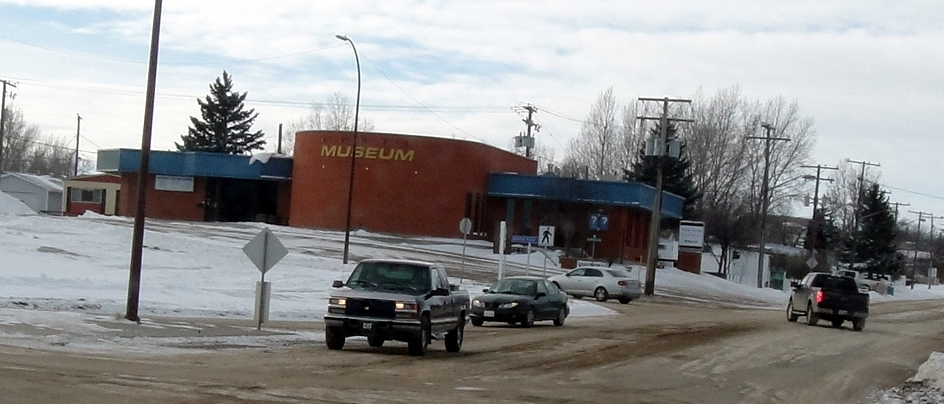
Museum in Swift Current
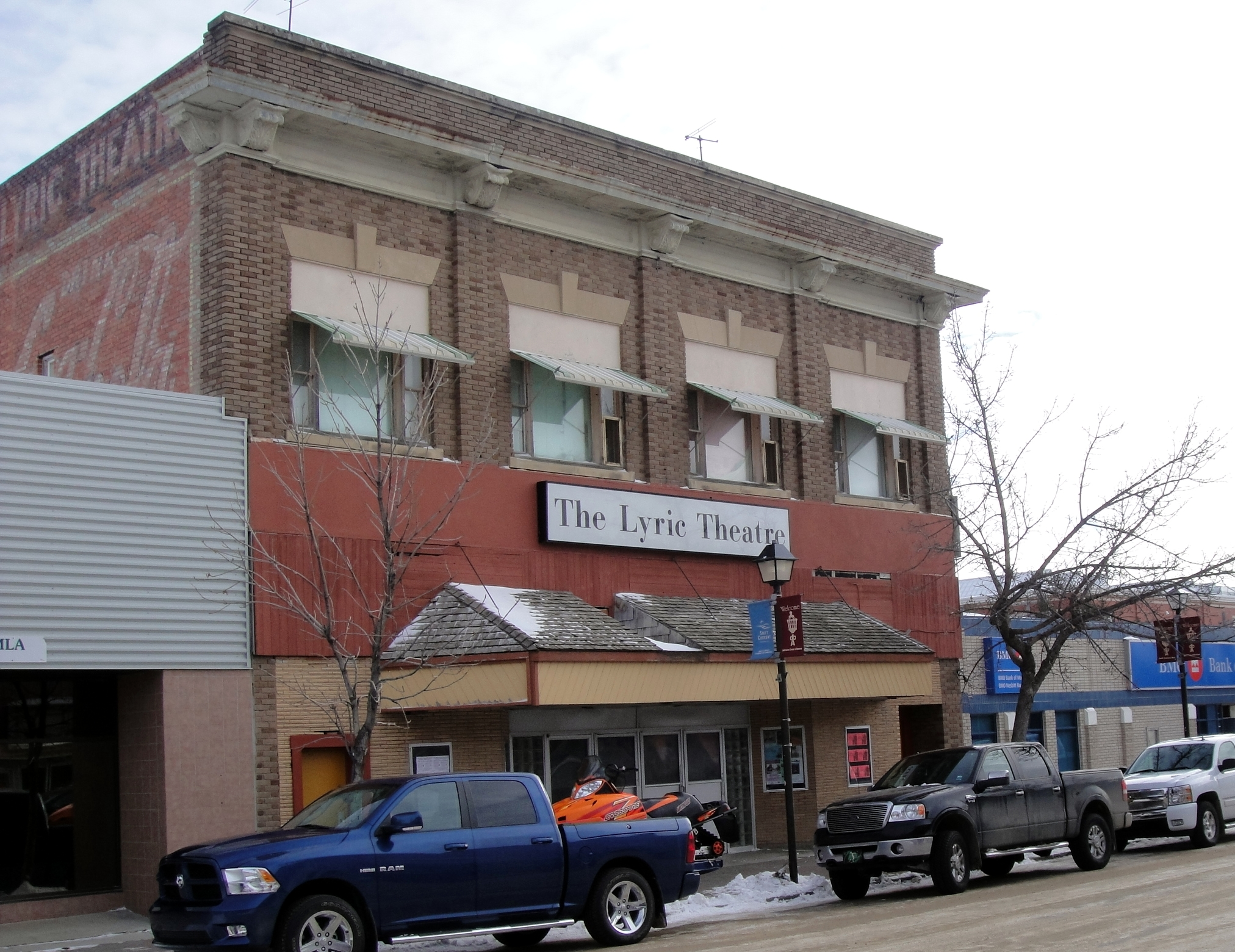
Theater in Swift Current